# Jamathi
La Jamathi è stata un'azienda olandese che ha prodotto in proprio motociclette da competizione che hanno partecipato al motomondiale classe 50 dal 1967 al 1974, fondata da Jan Thiel e Martin Mijwaart ed il cui nome deriva da quello dei fondatori stessi:  JA da Jan, MA da Martin e THI da Thiel.

## Storia
Le basi della Jamathi furono gettate nel 1962, quando a Nederhorst den Berg i due amici Jan Thiel e Martin Mijwaart iniziarono a costruire le proprie motociclette assemblando parti  Royal Nord, Kreidler, Adler e NSU. Nel giro di pochi anni, grazie anche all'accordo con la Morini Franco per la fornitura dei motori, riuscirono a costruire una moto capace di competere con le marche più affermate. Al debutto, al GP di Assen del 1967 piazzarono due moto rispettivamente al sesto posto con Paul Lodewijkx e al settimo posto con una moto guidata dallo stesso Mijwaart.
L'anno successivo la Jamathi, sempre con Lodewijkx, fu vittoriosa ad Assen ed alla fine del Motomondiale 1968 concluse al secondo posto la classifica piloti. Seguono tre vittorie nel Motomondiale 1969, in Cecoslovacchia, Italia e in Jugoslavia ed un quinto posto nella classifica piloti.
Nel 1970, con Aalt Toersen, si aggiudica altri tre gran premi, quello del Belgio, della Germania Est e della Cecoslovacchia, concludendo il Motomondiale al secondo posto della classifica piloti. L'anno successivo, Toersen, nonostante nessuna vittoria riesce comunque a classificarsi sesto tra i piloti nella classifica finale del Motomondiale.
I due anni successivi, con Theo Timmer riesce a conquistare il terzo posto della classifica piloti sia del Motomondiale 1972 che del Motomondiale 1973 vincendo rispettivamente il GP della Germania Est (1972) ed il GP di Germania (1973).
Il 1974, ultimo anno di partecipazione al Motomondiale, nonostante la Jamathi fu costretta a chiudere per difficoltà finanziarie, riuscì ancora ad ottenere qualche piazzamento.